# Germania nove zero
Germania nove zero (Allemagne année 90 neuf zéro) è un film del 1991 diretto da Jean-Luc Godard.
Questo è il secondo film diretto da Godard con la presenza di Eddie Constantine nel ruolo di Lemmy Caution, sebbene ufficialmente non sia un sequel del precedente Agente Lemmy Caution: missione Alphaville. Si tratta della quindicesima ed ultima occasione nella quale Constantine recitò nella parte di Caution in 40 anni di carriera.
Il film è in parte racconto di fantasia e in parte documentario sulla storia politica e civile della Germania. L'opera è suddivisa in 6 capitoli a colori intervallati da materiale d'archivio in b/n tratto da cinegiornali d'epoca e film di Sergej Ėjzenštejn, Fritz Lang, Murnau, Max Ophüls, ed altri.

## Trama
Poco tempo dopo la caduta del muro di Berlino, l'ormai anziano ex agente segreto Lemmy Caution si aggira senza meta per la città.

## Riconoscimenti
- 1991 - Festival di Venezia
  - Osella d'oro